# South of Scotland Football League
La South of Scotland Football League est une compétition de football organisée en Écosse depuis 1892. Il s'agit d'une compétition qui vient en complément du championnat d'Écosse organisé par la Scottish Football League.

## Membres de la saison sportive 2016-2017
La ligue compte les quatorze clubs suivants pour la saison sportive 2016-2017 :
| Club                  | Terrain                              | Capacité (places assises) |
| --------------------- | ------------------------------------ | ------------------------- |
| Abbey Vale            | Maryfield Park, New Abbey            | 1 000                     |
| Creetown              | Castlecary Park, Creetown            | 2 000                     |
| Dumfries YMCA         | MacLeod Pavilion, Kingholm, Dumfries | NC                        |
| Edusport Academy      | Galabank, Annan                      | 2 504 (500)               |
| Heston Rovers         | Palmerston Park, Dumfries            | 8 690 (3 377)             |
| Lochar Thistle        | Maxwelltown High School, Dumfries    | 1 000                     |
| Lochmaben             | New King Edward Park, Lockerbie      | 1 000                     |
| Mid-Annandale         | New King Edward Park, Lockerbie      | 1 000                     |
| Newton Stewart        | Blairmount Park, Newton Stewart      | 1 500                     |
| Nithsdale Wanderers   | Lorimer Park, Sanquhar               | 1 000                     |
| St Cuthbert Wanderers | St. Mary's Park, Kirkcudbright       | 2 000                     |
| Threave Rovers        | Meadow Park, Castle Douglas          | 1 500                     |
| Upper Annandale       | Hope Johnstone Park, Moffat          | NC                        |
| Wigtown & Bladnoch    | Trammondford Park, Wigtown           | 1 500                     |